# Гжегож Лато
Гжегож Болеслав Лато (пољ. Grzegorz Bolesław Lato; 8. април 1950, Малборк) бивши је пољски фудбалер.

## Биографија

### Клупска каријера
Највећи део клупске каријере играо је за пољски клуб Стал Мелец. У 295 наступа је постигао 117 голова. Освојио је пољско првенство 1973. и 1976. године. С клубом је дошао до четвртфинала Купа УЕФА у сезони 1975/76. Био је најбољи стрелац пољске лиге 1973. (13 голова) и 1975. (19 голова). Према правилима Пољског фудбалског савеза, могао је да напусти пољску лигу тек са 30 година. Играо је за белгијски клуб Локерен, мексички клуб Атланте са којим је освојио КОНКАКАФ куп 1983. године и канадски аматерски клуб Полонија Хамилтон.

### Репрезентација
Од 1971. до 1984. играо је за  Пољску. На 100 наступа је постигао 45 голова. Играо је на три светска првенства, 1974, 1978 и 1982. Ово је период у којем је пољски тим постигао своје највеће успехе. На Светском првенству 1974. Пољска је била трећа, а Лато најбољи стрелац са 7 голова. У првом колу су победили Аргентину 3:2 и затим Хаити 7:0. Лато је постигао по два гола у обе утакмице. Пољска је победила и Италију 2:1. У другом кругу Пољска је победила Шведску 1:0 и Југославију 2:1. У обе утакмице, Лато је дао победничке голове. У одлучујућој утакмици изгубили су од Немаца 0:1. У утакмици за треће место су победили Бразил 1:0, а гол је поново дао Лато.
На Светском првенству у Аргентини 1978. постигао је два гола, а са пољским националним тимом поново је освојио 3. место на Светском првенству у Шпанији 1982. године. Повукао се из репрезентације у априлу 1984.
Са тимом је освојио златну медаљу на Олимпијади 1972. године и сребрну медаљу на Олимпијади 1976. године.

### Приватно
Од 2001. до 2005. Лато је био члан Демократске левице, био је у пољском сенату. Октобра 2008. изабран је за председника Фудбалског савеза Пољске. На функцији је остао до октобра 2012. године. Често је био критикован због лоших резултата фудбалске репрезентације Пољске, умешаности у корупцију и неуспеха у борби против хулигана, заменио га је Збигњев Боњек.

## Трофеји

### Клуб
Стал Мелец
- Екстракласа: 1973, 1976.

Атланте
- КОНКАКАФ куп: 1983.

### Репрезентација
- Пољска
  - Светско првенство: треће место 1974. и 1982.

### Индивидуални
- Најбољи стрелац Светског првенства: 1974.[4]